# Josip Kaplan
Josip Jože Kaplan, slovenski skladatelj in glasbeni pedagog, * 23. oktober 1910, Krško, † 25. marec 1996, Lovran.
Svojo glasbeno pot je začel že pri mladih letih, ko je v Krškem začel obiskovati mestnega učitelja, pri katerem se je naučil violine, katero je kasneje skupaj s fagotom študiral na glasbeni akademiji v Zagrebu. Kompozicijo, pa je diplomiral na akademiji za glasbo v Ljubljani.
Med študijem je vodil pevski zbor v Krškem. Po končanem študiju, pa je bil zborovodja različnih zborovskih zasedb v Banja Luki, Jajcu, Novi Gradiški, Pulju in na Reki.
Med leti 1949 in 1959 je v Pulju predaval v Učiteljski šoli, leta 1959 pa je bil profesor na Učiteljski šoli na Reki, na novo ustanovljeni Pedagoški akademiji za predšolsko vzgojo in razredni pouk in na teoretičnem pedagoškem oddelku Glasbene akademije Zagreb. Leta 1961 se je preselil v Lovran in med leti 1964 in vse do upokojitve leta 1979 služboval v Glasbeni šoli Ivana Matetića Ronjgova, kjer je poučeval klavir in solfeggio.
Leta 1969 je Josip Kaplan diplomiral tudi iz kompozicije v razredu prof. Blaža Arniča na Akademiji za glasbo v Ljubljani.
Skladateljski opus Jožeta Josipa Kaplana je obsežen in raznolik, saj je uglasbil okoli 280 glasbenih del, največ pa je skladal, kot je na kolokviju povedala mag. Lovorka Ruck iz Glabene šole Ivana Matetića Ronjoga z Reke, ki je bila tudi njegova učenka, na podlagi pesmi pesnikov in narodne poezije. Ali kot je sam dejal, je improvizacijo našel v dobrih literarnih tekstih, v kipih ali slikah ter dogodkih, ki jih prinaša življenje. Ustvaril je preko 30 skladb za godalni, komorni, harmonikarski in tamburaški orkester, preko 20 kompozicij za različne instrumentalne komorne sestave, preko 10 kompozicij za solistične instrumente, preko 80 za zborovske sestave, 88 otroških pesmi, pa tudi dve glasbeno scenski deli za otroke itd.
Umrl je v 86. letu starosti 25. marca 1996 v Lovranu, kjer je tudi pokopan na tamkajšnjem mestnem pokopališču.

## Pomembna dela
- Orkestralna:
  - Rondo za godalni orkester;
  - Koncert za violino in orkester;
- Dramska:
  - otroška opera Guliverska zemlja;
- Komorna:
  - I godalni kvartet;
  - II godalni kvartet - Istrske impresije;
  - Serenada za pihalni kvintet;
  - Trio za flavto, violino in violončelo;
  - Miniatura za 5 vilončelov;
  - Pesem in ples za 4 violončele;
- Vokalna:
  - solo pesmi (Galiotova pesem, Lan, Mesečina);

zborske kompozicije za različne vokalne zasedbe.